# Đường tỉnh 851
Tỉnh lộ 851 (tên cũ Tỉnh lộ 29) thuộc quản lý của tỉnh Đồng Tháp.
Đường tỉnh 851 là tỉnh lộ theo hướng Đông – Tây. Tỉnh lộ bắt đầu từ Quốc lộ 80 thuộc xã Hòa Long đi Quốc lộ 54 thuộc xã Lai Vung của tỉnh Đồng Tháp.